# Mniotilta
Mniotilta là một chi chim trong họ Parulidae.